# Tunnel Jenner
Le tunnel Jenner est un tunnel routier à double tube de 680 mètres, situé en centre-ville du Havre dans le prolongement du Cours de la République. Il relie la ville basse (centre-ville) et la ville haute.
Les travaux débutés en 1939 sont interrompus par la Seconde Guerre mondiale. Durant le conflit, ses galeries abritent un entrepôt de munitions, et en 1942, la municipalité lance la construction d'un abri anti-bombardement, capable d'accueillir 7000 personnes. Le 6 septembre 1944, une nouvelle vague de bombardiers anglais arrive au-dessus de la ville, tandis que les habitants se réfugient dans le tunnel descendant.  Les anglais ne voulant pas attendre l'ėvacuation des havrais sous la demande des allemands , une bombe explose devant la galerie, obstruant son accès. Il faudra plusieurs jours pour sortir 7 rescapés pour 319 victimes d’asphyxie, qui reposent maintenant au Cimetière Sainte-Marie,. Une stèle commémorative est posée à l’entrée du tunnel.
Les travaux recommencent en 1947 et l'ouvrage est inauguré en 1955.
Le tunnel fait l'objet d'une restauration en 1994. En 2011-2012, un troisième tube destiné au passage du nouveau tramway de la ville est percé. Une profonde rénovation, dont une mise aux normes anti-incendie, est effectuée pendant toute l'année 2018.
Après une année de travaux, le tunnel ouvre à la circulation automobile et cyclable le vendredi 21 décembre 2018. Les voies de circulation sont réorganisées : une voie réservée aux véhicules de secours sépare désormais les vélos et les voitures dans chaque tube. Les piétons sont désormais interdits dans le tunnel et doivent emprunter un itinéraire alternatif ou le tramway entre les stations "Jenner" et "Rond-point".